# Leucochlaena pallida
Leucochlaena pallida là một loài bướm đêm trong họ Noctuidae.